# Pavel Sivakov
Pavel Aleksejevitsj Sivakov (Russisch: Павел Алексеевич Сиваков; San Donà di Piave, 11 juli 1997) is een Franse wielrenner die anno 2024 rijdt voor UAE Team Emirates. Hij is de zoon van voormalig wielrenners Aleksej Sivakov en Aleksandra Koljaseva. Tot 2 maart 2022 bezat hij de Russische nationaliteit.

## Jeugd
Sivakov werd geboren in het Italiaanse San Donà di Piave en groeide op in Frankrijk, in de Souiech, aan de voet van de Franse Pyreneeën.

## Carrière
Als junior werd Sivakov in juni 2014 vijftiende in het eindklassement van de Trofeo Karlsberg. Twee maanden later won hij de eerste etappe en het eindklassement van de Ronde des Vallées. In de GP Rüebliland, een Zwitserse etappekoers, eindigde hij op de tweede plek: enkel Lennard Kämna bleef hem dertien seconden voor. In 2015 werd hij nationaal kampioen tijdrijden, door het parcours in en rond Saransk sneller af te leggen dan Sergej Rostovtsev en Ajnoer Galajev. Een maand later won hij de tweede etappe in de Ronde van Opper-Oostenrijk voor junioren, waardoor hij de leiding in het algemeen klassement overnam van Georg Zimmermann. In de laatste etappe verdedigde hij zijn leidende positie met succes, waarna hij naast het eindklassement ook het puntenklassement op zijn naam schreef. In het bergklassement werd hij tweede, met zestien punten achterstand op Bjorg Lambrecht. In augustus won hij de Ronde van Vlaanderen voor junioren, voor de Belgen Aaron Verwilst en Thomas Vereecken.
Als eerstejaars belofte werd Sivakov in 2016 tweede in Luik-Bastenaken-Luik, achter Logan Owen. Een maand later won hij, samen met zijn teamgenoten, de teamproloog van de Ronde van Berlijn. In juli was hij, wederom samen met zijn ploeggenoten, de snelste in de openingsploegentijdrit van de Ronde van de Aostavallei. In het door Kilian Frankiny gewonnen eindklassement van die Italiaanse etappekoers werd de Rus achtste. In de Ronde van de Toekomst werd hij, mede dankzij een derde plaats in de vijfde etappe, elfde in het eindklassement. In de tweede etappe van de Olympia's Tour eindigde Sivakov, vier seconden na Jan-Willem van Schip, op de tweede plaats. Dankzij die klassering nam hij de leiderstrui over van de Amerikaan Colin Joyce. Na de vijfde etappe, die werd gewonnen door Christopher Lawless, moest hij de leiding in het klassement afstaan aan Cees Bol. In de laatste etappe kon de Rus de leiding niet meer heroveren, waardoor hij als tweede eindigde. Wel schreef hij het jongerenklassement op zijn naam, met een voorsprong van elf seconden op Hartthijs de Vries.
In de eerste etappe van de Ronde van Normandië in 2017 verzamelde Sivakov genoeg punten om de eerste leider in het bergklassement te worden. In de overige zes etappes wist hij die leidende positie te verdedigen en zo het klassement, met een voorsprong van twintig punten op de Noor Krister Hagen, op zijn naam te schrijven. In mei won hij de tweede etappe van de Ronde van de Isard. Omdat de eerste etappe was geannuleerd werd hij zo de eerste leider van de Franse etappekoers. In de tweede etappe klopte Lambrecht hem in een sprint-à-deux na een klim. De laatste etappe schreef Sivakov op zijn naam door met een voorsprong van bijna een minuut solo over de finish te komen. In het eindklassement had hij een voorsprong van bijna tweeënhalve minuut op Lambrecht. In de Ronde van Italië voor beloften veroverde hij na de derde etappe de leiding in het algemeen klassement. Die leiderstrui stond hij in de overige vijf ritten niet meer af, waardoor hij, zonder een etappe te winnen, Joe Dombrowski opvolgde op de erelijst. Na eerder al tweede te zijn geworden in de proloog won Sivakov de derde etappe van de Ronde van de Aostavallei, waardoor hij de leiderstrui overnam van Giovanni Carboni. In de laatste etappe werd hij elfde, wat genoeg was om de eindzege op zijn naam te schrijven. Door twee slechte dagen kon hij niet meedoen om de eindzege in de Ronde van de Toekomst. Wel won hij de laatste etappe door solo als eerste boven te komen en won hij het bergklassement. Een dag later werd bekend dat hij een contract voor drie seizoenen had getekend bij Team Sky. Op het wereldkampioenschap werd hij elfde in de tijdrit voor beloften en eindigde hij op plek 23 in de wegwedstrijd.
In maart 2018 debuteerde Sivakov voor Team Sky. In de eerste rit van de Internationale Wielerweek eindigde hij op plek 25, op ruim een minuut van winnaar Pascal Eenkhoorn. Diezelfde dag won Sivakov, samen met zijn ploeggenoten, de 13,3 kilometer lange ploegentijdrit.
Sinds 2017 heeft de van oorsprong Russische Sivakov ook de Franse nationaliteit maar hij bleef wel onder Russische vlag rijden. Wegens de Russische invasie van Oekraïne eind februari 2022 zette hij een spoedprocedure in gang bij de UCI om met een Franse licentie te mogen rijden. De UCI gaf hem op 2 maart toestemming om voor Frankrijk uit te komen. Hij sprak zich uitdrukkelijk uit tegen die oorlog.

## Overwinningen
2014
1e etappe Ronde des Vallées
Eindklassement Ronde des Vallées
2015
 Russisch kampioen tijdrijden, Junioren
2e etappe Ronde van Opper-Oostenrijk, Junioren
Eind- en puntenklassement Ronde van Opper-Oostenrijk, Junioren
Ronde van Vlaanderen, Junioren
2016
Proloog Ronde van Berlijn (ploegentijdrit)
1e etappe Ronde van de Aostavallei (ploegentijdrit)
Jongerenklassement Olympia's Tour
2017
Bergklassement Ronde van Normandië
2e en 4e etappe Ronde van de Isard
Eind- en jongerenklassement Ronde van de Isard
3e etappe Ronde van de Aostavallei
Eindklassement Ronde van de Aostavallei
9e etappe Ronde van de Toekomst
Bergklassement Ronde van de Toekomst
2018
1e etappe deel B Internationale Wielerweek (ploegentijdrit)
2019
Jongerenklassement Herald Sun Tour
2e etappe Ronde van de Alpen
Eind- en jongerenklassement Ronde van de Alpen
Eindklassement Ronde van Polen
2020
Jongerenklassement Tour Down Under
2022
Eindklassement Ronde van Burgos
2023
Ronde van Toscane
2024
4e etappe Ronde van de Abruzzen
2025
Eindklassement Ruta del Sol

## Resultaten in voornaamste wedstrijden
| Jaar | Ronde van Italië | Ronde van Frankrijk | Ronde van Spanje |
| ---- | ---------------- | ------------------- | ---------------- |
| 2018 |                  |                     | opgave           |
| 2019 | 9e               |                     |                  |
| 2020 |                  | 87e                 |                  |
| 2021 | opgave           |                     | 35e              |
| 2022 | 16e              |                     | opgave           |
| 2023 | opgave           |                     |                  |
| 2024 |                  | 32e                 | 9e               |
| 2025 |                  | 87e                 |                  |

| Jaar | Amstel Gold Race | Luik-Bast.‑Luik | Ronde van Lombardije | Clásica San Sebastián | Waalse Pijl |  | WK op de weg |  | Wereldranglijsten |
| ---- | ---------------- | --------------- | -------------------- | --------------------- | ----------- |  | ------------ |  | ----------------- |
| 2018 |                  |                 |                      |                       |             |  | 47e          |  | 216e (UWT)        |
| 2019 |                  |                 |                      |                       |             |  | opgave       |  | 59e (UWR)         |
| 2020 |                  |                 |                      |                       |             |  |              |  |                   |
| 2021 |                  |                 | 17e                  |                       |             |  |              |  |                   |
| 2022 |                  |                 | opgave               | ↑                     |             |  | 101e         |  |                   |
| 2023 |                  | 14e             | 45e                  |                       |             |  |              |  |                   |
| 2024 |                  |                 | 6e                   | 19e                   |             |  | 35e          |  |                   |
| 2025 | 55e              | 38e             |                      |                       | 81e         |  |              |  |                   |

## Ploegen
- 2018 –  Team Sky
- 2019 –  Team INEOS[3]
- 2020 –  Team INEOS
- 2021 –  INEOS Grenadiers
- 2022 –  INEOS Grenadiers
- 2023 –  INEOS Grenadiers
- 2024 –  UAE Team Emirates
- 2025 –  UAE Team Emirates

van Baarle · Basso · Bernal · Castroviejo · de la Cruz · Deignan · Dibben · Doull · Elissonde · Froome · Geoghegan Hart · Gołaś · Halvorsen · Seb. Henao · Ser. Henao · Intxausti · Kiryjenka · Knees · Kwiatkowski · Lawless · López · Moscon · Poels · Puccio · Rosa · Rowe · Sivakov · Stannard · Thomas · Wiśniowski
van Baarle · Basso · Bernal · Castroviejo · de la Cruz · Doull · Dunbar · Elissonde · Froome · Ganna · Geoghegan Hart · Gołaś · Halvorsen · Seb. Henao · Kiryjenka · Knees · Kwiatkowski · Lawless · Moscon · Narváez · Poels · Puccio · Rosa · Rowe · Sivakov · Sosa · Stannard · Swift · Thomas
Amador · Basso · Bernal · Carapaz  · Castroviejo · Dennis   · Doull · Dunbar · Froome · Ganna   · Geoghegan Hart · Gołaś · Hayter · Henao · Kiryjenka (t/m 31 januari) · Knees · Kwiatkowski · Lawless · Moscon · Narváez · Puccio · Rivera · Rodriguez · Rowe · Sivakov · Sosa · Stannard · Swift · Thomas · Van Baarle · Wurf (vanaf 1 februari)
Amador · Van Baarle · Basso · Bernal · Carapaz  · Castroviejo · De Plus · Dennis · Doull · Dunbar · Ganna     · Geoghegan Hart · Gołaś · Hayter · Henao · Kwiatkowski · Martínez · Moscon · Narváez · Pidcock (vanaf 1 februari) · Porte ·  Puccio · Rivera · Rodriguez · Rowe · Sivakov · Sosa · Swift · Thomas · Wurf · Yates · Plapp (stagiair)
Amador · Bernal · Carapaz  · Castroviejo · De Plus · Dunbar · Fraile · Ganna   · Geoghegan Hart · E. Hayter · Heiduk · Kwiatkowski · Martínez · Narváez · Pidcock · Plapp · Porte ·  Puccio · Rivera · Rodriguez · Rowe · Sheffield · Sivakov · Swift · Thomas · Tulett · Turner · Van Baarle · Viviani · Wurf · Yates · L. Hayter (stagiair)
Almeida · Arrieta · Ayuso · Baroncini · Bax · Bjerg · Christen · Covi · del Toro · Fisher-Black · Großschartner · Hirschi · Hodeg · Laengen · Majka · McNulty · Molano · Morgado · Novak · I. Oliveira · R. Oliveira · Pogačar · Politt · Sivakov · Soler · Ulissi · Vine · Vink · Wellens · Yates